# Цифровий юань
Цифровий юань («цифрова версія юаня»; англ. DCEP — Digital Currency Electronic Payment кит.: 数字货币电子支付 — офіційна цифрова валюта КНР. Експерт, глава компанії Sino Global Capital Метью Грем вважає, що цифровий юань зможе створити конкуренцію долару; його перевага в оперативності угод, тоді як міжнародні доларові платіжні системи SWIFT і CHIPS повільніші й дорожчі.
Роботи з запровадження валюти почалися наприкінці 2019 року (в Народному банку Китаю стверджують, що почали розробку 2015 року), в грудні було заявлено про готовність до тестування. Спочатку Народний банк Китаю уклав партнерські договори з чотирма державними банками: Промисловий і комерційний банк Китаю (ICBC), Будівельний банк Китаю, Сільськогосподарський банк Китаю і Банк Китаю. Були залучені і три телекомунікаційні компанії — China Telecom, China Mobile, China Unicom, а також Huawei. В результаті, фінансові установи конвертували частину своїх депозитів у Центральному банку в цифрові валюти і визначили сектори економіки для її запровадження; на банки також лягло тестування гаманців для зберігання цифрової валюти. Розробка технологічного рішення велася у співпраці з операторами платіжних систем Alipay і WeChat.

## Тестування
У травні 2020 р. Народний банк КНР в рамках пілотної програми ввів в чотирьох регіонах DCEP. Внутрішні пілотні випробування також будуть проводитися в ході зимових Олімпійських ігор 2022 року в Пекіні. Для іноземних туристів цифровий гаманець може бути завантажений з магазину додатків або включений в SIM-карти китайських операторів зв'язку. Кандидатами на наступний раунд випробувань можуть стати Шанхай і великі міста Хайнань, де є значні обсяги зовнішньої торгівлі і потоки капіталу. У травні 2020 влада КНР оголосила про план перетворення Хайнаню на порт вільної торгівлі, і технологія блокчейн, на якій заснований проект цифрової валюти DCEP, згадується в ньому кілька разів.
У липні до групи приєдналися також один з найбільших китайських сервісів доставки їжі Meituan Dianping і агрегатор таксі DiDi Chuxing (залучення до тестування цих сервісів додає до процесу 550 млн клієнтів служб з 400 китайських міст). Крім того, регулятор веде переговори зі стрімінговим сервісом Bilibili з аудиторією в 170 млн користувачів.

#### Застосування
7 листопада 2021 e-CNY вперше почала застосовуватися в ресторанах, кіосках і торгових автоматах на China International Import Expo (CIIE). Презентована версія програми дозволяє проводити оплату за QR-кодом, відправляти та отримувати платежі, обмінювати цифрові гроші, керувати гаманцем, відстежувати транзакції.